# Acriopsis
Acriopsis – rodzaj roślin z rodziny storczykowatych (Orchidaceae). Obejmuje 8 gatunków występujących w Azji południowo-wschodniej po Wyspy Salomona. Gatunek Acriopsis liliifolia jest wykorzystywany do celów leczniczych (do zwalczania gorączki) oraz uprawiany jest jako roślina ozdobna.

## Systematyka
Pozycja według APweb (aktualizowany system APG III z 2009)
Rodzaj sklasyfikowany do podplemienia Cymbidiinae w plemieniu Cymbidieae, podrodzina storczykowe (Orchidoideae), rodzina storczykowate (Orchidaceae), rząd szparagowce (Asparagales) w obrębie roślin jednoliściennych
Wykaz gatunków
- Acriopsis carrii Holttum
- Acriopsis densiflora Lindl.
- Acriopsis emarginata D.L.Jones & M.A.Clem.
- Acriopsis floribunda Ames
- Acriopsis gracilis Minderh. & de Vogel
- Acriopsis indica Wight
- Acriopsis inopinata Phoon & P.O'Byrne
- Acriopsis latifolia Rolfe
- Acriopsis liliifolia (J.Koenig) Ormerod
- Acriopsis ridleyi Hook.f.